# Jack Calmes
Jack Calmes, né le 21 octobre 1943 à Oklahoma City et mort le 5 janvier 2015 à Dallas, est un inventeur américain. Considéré, dans l'industrie musicale, comme un pionnier de la production de concerts, il est le fondateur de Showco et Syncrolite, deux sociétés spécialisées dans l'organisation de spectacles musicaux.  Il a aussi travaillé comme producteur de films.

## Biographie

### Jeunesse
Natif d'Oklahoma City, il est le fils de Mary et Charles Calmes. La profession de pianiste de sa mère l'amène à s'intéresser à la musique dès son plus jeune âge. Sa famille déménage à Dallas au Texas alors qu'il a 9 ans. Le jeune Jack se familiarise à la pratique de l'ukulélé sur des chansons d'Eddy Arnold, puis s'initie à la guitare à 15 ans. Il fait ses études à la Highland Park High School de Dallas et fonde The Jades, son premier groupe de musique, en compétition avec The Marksmen, fondé par ses camarades de classe Steve Miller et Boz Scaggs, deux futures légendes du rock. Les deux formations allient finalement leurs compétences pour jouer à l'occasion des bals de promo.

### 1965: Fondation de Showco
Après avoir étudié l'ingénierie pendant deux ans et obtenu un diplôme en comptabilité à l'Université méthodiste du Sud, Jack s'intéresse à l'organisation de concerts. Avec l'aide d'un ami résidant à Dallas, Angus Wynne (et plus tard, Jack Maxson et Rusty Brutsche), il crée l'une des premières sociétés innovantes de l'industrie de la musique : Showco, fondée en 1965. Selon le Dallas Morning News, la naissance de cette société a permis au rock 'n' roll de se faire connaître sur les scènes texanes dès le milieu des années 1960. Un premier spectacle produit par Showco au Market Hall de Dallas avec Chuck Berry comme tête d'affiche amorce le début de l'aventure de Jack Calmes en tant que pionnier de l'industrie de la production de concerts de rock.
Dès 1967, la promotion de nouveaux artistes de rock augmente la renommée de la société. Les Beach Boys, The Doors, Bob Dylan. La même année Jack Calmes devient propriétaire du club Soul City, une salle de concerts ouverte sur la Greenville Avenue, où se produisent, entre autres, Stevie Wonder, Fats Domino, Little Richard, Ike & Tina Turner et Jerry Lee Lewis.
Angus Wynne et Jack Calmes cèdent leur participation dans Soul City en 1968 et se consacrent à Showco pour promouvoir le Festival International de Pop du Texas à l'occasion de la Fête du travail (Labor Day Weekend). La présence d'artistes talentueux comme Led Zeppelin, Sly and the Family Stone, B.B. King, Janis Joplin et Johnny Winter assure un très bon accueil, mais l’événement s'avère être un gouffre financier. Ne pouvant supporter le coût du festival, Wynne et Calmes décident de se séparer. Ce n'est pourtant pas la fin de Showco. En 1970, entouré de nouveaux associés, Jack Calmes reprend les rênes de l'entreprise qui devient l’une des sociétés de production de concerts les plus prospères de son époque.
Désireux d'offrir aux musiciens un son de qualité, Jack prend conscience que les systèmes de sonorisation installés dans les salles de ses tournées manquent alors d'efficacité.  Showco se développe et oriente ses compétences dans la construction de systèmes de sonorisation et dans des innovations portant sur la mise en scène et l'éclairage. Jack Calmes fabrique ses propres tables de mixage. Led Zeppelin, Three Dog Night, Steppenwolf et Genesis comptent parmi ses clients. Ses prestations sont assurées à l'occasion de tournées fameuses sur la scène américaine dans les années 1970.
Parallèlement à son implication dans le développement de Showco, Jack Calmes exerce la profession de manager. En 1969, il est engagé par le guitariste et chanteur de blues Freddie King, intronisé en 2012 au Rock and Roll Hall of Fame. Jack contribue au développement de la carrière du chanteur en le faisant participer au Texas Pop Festival.
Bien que Calmes quitte son poste de président en 1980, la société connaît un nouvel essor. En 1981, les ingénieurs de Showco développent le Vari-Lite,le premier projecteur motorisé à changeur de couleurs. Cette nouvelle technologie est présentée et approuvée par le manager du groupe Genesis, Tony Smith, qui décide d'investir dans le système et de l'utiliser lors de la tournée Abacab. Le Vari-Lite participe au succès de Genesis lors d'un concert à Barcelone, donné le 27 septembre 1981.

### 1980: Naissance de Syncrolite
Au début des années 1980, Jack fonde et dirige la société Syncrolite, installée à Dallas, spécialisée dans les techniques d'éclairage pour la scène. Parmi les réalisations de l'entreprise, peut être cité le développement des tracers motorisés de forte puissance au Xénon, contrôlés par DMX. Depuis sa création en 1984, Syncrolite fournit des systèmes d'éclairage pour de nombreux événements de grande envergure, y compris de grandes tournées de concerts, festivals et même des événements sportifs comme les Jeux Olympiques. L'équipement de Syncrolite a notamment permis de fournir l'éclairage extérieur pour la cérémonie d'ouverture des Jeux olympiques de Londres en 2012.

### Production de films
Peu de temps après sa démission de Showco, Calmes se lance dans la production de films et de shows télévisés en direct. L'un de ses plus célèbres travaux est une retransmission mondiale par satellite de The Who en concert en 1982. La représentation a été éditée ultérieurement sous la forme d'un documentaire intitulé : The Who Rocks America.
Il est aussi le producteur de Some Girls: Live in Texas '78, sorti en 2011. Ce film de concert a été produit lors d'une représentation du groupe The Rolling Stones à Fort Worth, étape de leur tournée américaine de 1978.

### Musicien
En 1980, Jack Calmes fonde une formation musicale de soul, blues et de R&B : Forever Fabulous Chickenhawks Showband & All-Star Revue. Il occupe le poste de guitariste et de compositeur. Doté de 16 membres, le groupe a enregistré cinq albums, dont The Forever Fabulous Chickenhawks en 1999 et Deep in the Heart en 2004. En raison du savoir-faire de chacun de ses membres, le groupe affirme bénéficier d'une expérience musicale cumulative combinée de plus de 250 ans.

## Vie personnelle
Jack s'est marié trois fois. Son premier mariage avec l'actrice Morgan Fairchild en 1967 s'achève en 1973. Il se remarie avec la cinéaste Lynn Lenau en 1975, mais divorce en 1989. Il épouse Susie Calmes (née Coniglio) en 1989.
Jack Calmes meurt le 5 janvier 2015 à Dallas des suites d'un cancer, à l'âge de 71 ans.